# In Concert (álbum de Jethro Tull)
In Concert é um álbum ao vivo da banda de rock britânica Jethro Tull. Gravado em 8 de outubro de 1991 no Hammersmith Odeon em Londres, foi lançado em 1995 pela Windsong International Records.

## Faixas
1. "Minstrel in the Gallery / Cross Eyed Mary"  – 4:00
2. "This is Not Love"  – 4:00
3. "Rocks on the Road"  – 6:30
4. "Heavy Horses"  – 7:33
5. "Tall Thin Girl"  – 3:28
6. "Still Loving You"  – 4:40
7. "Thick as a Brick"  – 7:48
8. "A New Day Yesterday"  – 5:45
9. "Blues Jam"  – 3:00
10. "Jump Start"  – 6:30

## Créditos
- Ian Anderson – flauta, violão, bandolim, vocais
- Martin Barre – guitarra
- Doane Perry – bateria
- Martin Allcock – teclado
- Dave Pegg – baixo